# Nemesia denticulata
Nemesia denticulata là một loài thực vật có hoa trong họ Huyền sâm. Loài này được Fourc. mô tả khoa học đầu tiên.